# Sunajda
Sunajda (arab. سنيدة) – wieś w Syrii, w muhafazie Hama. W 2004 roku liczyła 706 mieszkańców.